# Bajandur
Bajandur – wieś w Armenii, w prowincji Szirak. W 2011 roku liczyła 634 mieszkańców.